# Kōji Kawamoto
Kōji Kawamoto (jap. 川本 貢司, Kawamoto Kōji; * 1972 in Masuda, Präfektur Shimane) ist ein japanischer Dirigent. Seit September 2008 bekleidet Kawamoto die Position des Chefdirigenten beim Radio Sinfonieorchester Pilsen. Kawamoto ist damit der erste japanische Chefdirigent der Tschechischen Republik.

## Biografie
Kawamoto studierte Dirigieren, Klavier und Komposition an der Tokyo National University of Fine Arts and Music. Zu seinen Lehrern gehörten Hiroshi Wakasugi, Francis Travis, Masahisa Endō, Hiroyuki Odano, Gustav Meier (USA), Sergiu Celibidache und Valery Gergiev (Meisterkurs an der Universität).
Im Alter von 21 Jahren gewann Kawamoto 1994 den 3. Preis beim Tokyo International Music Competition for Conducting.
Im Jahre 2001 gab Kawamoto sein erfolgreiches Debütkonzert in Europa mit berühmten Opernwerken Giuseppe Verdis anlässlich des Jubiläumsjahrs des Komponisten.
Daraufhin wurde er als 1. Kapellmeister am Theater Vorpommern engagiert, wo er bis 2007 in dieser Position tätig war.
Im Jahre 2003 leitete er auf Einladung Toyotas die Nordostdeutsche Philharmonie auf einer umfangreichen Tournee durch 6 Länder Südostasiens.
Von 2004 bis 2007 unterrichtete er an der Chulalongkorn-Universität in Bangkok als Gastprofessor die Meisterklasse in den Fächern Dirigieren und Korrepetition.
Im Mai 2007 wurde er Preisträger beim 59. Internationalen Wettbewerb „Prager Frühling“ in Prag.